# Zec de la Rivière-Nouvelle
Pour les articles homonymes, voir Nouvelle (homonymie).
La Zec de la Rivière-Nouvelle est une zone d'exploitation contrôlée située dans le territoire non organisé de Rivière-Nouvelle, dans Avignon (municipalité régionale de comté), dans la région administrative Gaspésie-Îles-de-la-Madeleine, Québec, au Canada. La principale vocation de la zec est la pêche au saumon.

## Géographie
Situé sur la rive nord de la Baie des Chaleurs en Gaspésie, la Zec de la Rivière-Nouvelle est entourée de montagnes, offrant des panoramas impressionnants.
La zec est située le long de la rivière Nouvelle dont les eaux sont réputées très cristallines. Cette rivière de 76 km coule vers le sud. Elle prend sa source dans les hauts sommets dans les monts Notre-Dame dans les Monts Chic-Chocs pour finir sa course dans la baie des Chaleurs, dans la municipalité de Nouvelle.
Les visiteurs accèdent à la municipalité de Nouvelle par le biais de la route 132 qui contourne la péninsule gaspésienne et traverse la Vallée de la Matapédia. Le poste d'accueil de la zec est situé en plein cœur de la municipalité de Nouvelle, à l'intersection de la route de Miguasha.
Un camping avec services est aménagé en bordure du poste d'accueil de la zec. Un dépanneur, avec poste à essence ainsi qu'une épicerie, est à distance de marche du camping. La zec offre un service d'hébergement dans des chalets confortables aux abords de la rivière Nouvelle.

## Pêche au saumon
La zec est renommée pour la pêche sportif du saumon de l'Atlantique. Une signalisation routière identifie clairement les fosses à saumon lesquelles sont facilement accessibles en automobile jusque près des fosses. Certaines fosses requiert quelques minutes de marche par des sentiers biens aménagés.
La zec comporte six secteurs de pêche sur près de 80 km de rivière. Un seul de ces secteurs est contingenté à six pêcheurs par jour. Pour les autres secteurs, il n'y a aucune limite de pêcheurs par jour.
Règle générale, plus la saison avance, plus la pêche y est fructueuse, car l'eau de la rivière Nouvelle reste froide et bien oxygénée durant toute la saison. Sauf en cas de crue soudaine, l'eau de la rivière Nouvelle conserve une limpidité exceptionnelle.

## Toponymie
Le toponyme "Zec de la Rivière-Nouvelle" a été officialisé le 12 décembre 1997 à la Banque des noms de lieux de la Commission de toponymie du Québec.